# Diocesi di Balasore
La diocesi di Balasore (in latino Dioecesis Balasorensis) è una sede della Chiesa cattolica in India suffraganea dell'arcidiocesi di Cuttack-Bhubaneswar. Nel 2022 contava 26.327battezzati su 9.323.096 abitanti. È retta dal vescovo Varghese Thottamkara, C.M.

## Territorio
La diocesi comprende i distretti di Balasore, Bhadrak, Mayurbhanj e Keonjhar nello stato di Orissa in India.
Sede vescovile è la città di Balasore, dove si trova la cattedrale di Cristo Re.
Il territorio si estende su 28.118 km² ed è suddiviso in 25 parrocchie.

## Storia
La prefettura apostolica di Balasore fu eretta l'8 giugno 1968 con la bolla Rerum condicio catholicarum di papa Paolo VI, ricavandone il territorio dall'arcidiocesi di Calcutta.
La nuova prefettura apostolica, affidata ai missionari lazzaristi, fu aggregata alla provincia ecclesiastica di Ranchi fino al 24 gennaio 1974, quando passò alla provincia ecclesiastica di Cuttack-Bhubaneswar.
Il 18 dicembre 1989 la prefettura apostolica è stata elevata a diocesi con la bolla Opportunum sane di papa Giovanni Paolo II.

## Cronotassi dei vescovi
Si omettono i periodi di sede vacante non superiori ai 2 anni o non storicamente accertati.
- Jacob Vadakevetil, C.M. † (14 giugno 1968 - 1989 dimesso)
- Thomas Thiruthalil, C.M. (18 dicembre 1989 - 9 dicembre 2013 ritirato)
- Simon Kaipuram, C.M. † (9 dicembre 2013 - 22 aprile 2019 deceduto)
  - Sede vacante (2019-2023)
- Varghese Thottamkara, C.M., dal 10 maggio 2023

## Statistiche
La diocesi nel 2022 su una popolazione di 9.323.096 persone contava 26.327 battezzati, corrispondenti allo 0,3% del totale.
| anno | popolazione | popolazione | popolazione | presbiteri | presbiteri | presbiteri | presbiteri                | diaconi | religiosi | religiosi | parrocchie |
| anno | battezzati  | totale      | %           | numero     | secolari   | regolari   | battezzati per presbitero | diaconi | uomini    | donne     | parrocchie |
| ---- | ----------- | ----------- | ----------- | ---------- | ---------- | ---------- | ------------------------- | ------- | --------- | --------- | ---------- |
| 1970 | 1.755       | 2.723.279   | 0,1         |            |            |            |                           |         |           |           | 3          |
| 1980 | 10.880      | 4.691.000   | 0,2         | 18         | 4          | 14         | 604                       |         | 16        | 58        | 17         |
| 1990 | 13.712      | 4.982.000   | 0,3         | 29         | 14         | 15         | 472                       |         | 23        | 99        | 30         |
| 1999 | 17.114      | 4.923.999   | 0,3         | 37         | 23         | 14         | 462                       |         | 38        | 134       | 33         |
| 2000 | 17.415      | 4.923.999   | 0,4         | 36         | 21         | 15         | 483                       |         | 41        | 136       | 33         |
| 2001 | 18.920      | 5.283.744   | 0,4         | 37         | 23         | 14         | 511                       |         | 40        | 135       | 38         |
| 2002 | 19.800      | 7.139.000   | 0,3         | 36         | 26         | 10         | 550                       |         | 37        | 136       | 37         |
| 2003 | 20.700      | 8.213.900   | 0,3         | 37         | 27         | 10         | 559                       |         | 41        | 140       | 37         |
| 2004 | 21.300      | 8.289.700   | 0,3         | 41         | 30         | 11         | 519                       |         | 49        | 141       | 37         |
| 2006 | 21.580      | 8.460.480   | 0,3         | 47         | 37         | 10         | 459                       |         | 47        | 145       | 37         |
| 2012 | 23.643      | 8.974.200   | 0,3         | 53         | 44         | 9          | 446                       |         | 37        | 137       | 39         |
| 2015 | 24.218      | 9.145.650   | 0,3         | 57         | 48         | 9          | 424                       |         | 47        | 145       | 39         |
| 2018 | 24.896      | 9.184.007   | 0,3         | 61         | 46         | 15         | 408                       |         | 37        | 153       | 39         |
| 2020 | 25.860      | 9.276.308   | 0,3         | 58         | 45         | 13         | 445                       |         | 21        | 165       | 25         |
| 2022 | 26.327      | 9.323.096   | 0,3         | 63         | 49         | 14         | 417                       |         | 25        | 170       | 25         |